# Fouronnes
Fouronnes és un municipi francès, situat al departament del Yonne i a la regió de Borgonya - Franc Comtat. L'any 2007 tenia 150 habitants.

## Demografia

### Població
El 2007 la població de fet de Fouronnes era de 150 persones. Hi havia 60 famílies, de les quals 20 eren unipersonals (12 homes vivint sols i 8 dones vivint soles), 20 parelles sense fills i 20 parelles amb fills.
La població ha evolucionat segons el següent gràfic:
Habitants censats

### Habitatges
El 2007 hi havia 118 habitatges, 66 eren l'habitatge principal de la família, 43 eren segones residències i 9 estaven desocupats. 114 eren cases i 4 eren apartaments. Dels 66 habitatges principals, 52 estaven ocupats pels seus propietaris, 10 estaven llogats i ocupats pels llogaters i 4 estaven cedits a títol gratuït; 1 tenia una cambra, 5 en tenien dues, 14 en tenien tres, 16 en tenien quatre i 30 en tenien cinc o més. 42 habitatges disposaven pel capbaix d'una plaça de pàrquing. A 31 habitatges hi havia un automòbil i a 26 n'hi havia dos o més.

### Piràmide de població
La piràmide de població per edats i sexe el 2009 era:
| Homes | Edats   | Dones |
| ----- | ------- | ----- |
| 0     | 95 o +  | 0     |
| 0     | 90 a 94 | 0     |
| 0     | 85 a 89 | 0     |
| 0     | 80 a 84 | 0     |
| 4     | 75 a 79 | 4     |
| 0     | 70 a 74 | 8     |
| 8     | 65 a 69 | 4     |
| 12    | 60 a 64 | 16    |
| 0     | 55 a 59 | 12    |
| 0     | 50 a 54 | 0     |
| 0     | 45 a 49 | 0     |
| 4     | 40 a 44 | 0     |
| 0     | 35 a 39 | 4     |
| 4     | 30 a 34 | 4     |
| 8     | 25 a 29 | 4     |
| 0     | 20 a 24 | 0     |
| 4     | 15 a 19 | 0     |
| 0     | 10 a 14 | 4     |
| 0     | 5 a 9   | 0     |
| 0     | 0 a 4   | 12    |

## Economia
El 2007 la població en edat de treballar era de 81 persones, 61 eren actives i 20 eren inactives. De les 61 persones actives 56 estaven ocupades (33 homes i 23 dones) i 5 estaven aturades (1 home i 4 dones). De les 20 persones inactives 9 estaven jubilades, 6 estaven estudiant i 5 estaven classificades com a «altres inactius».

### Ingressos
El 2009 a Fouronnes hi havia 69 unitats fiscals que integraven 147 persones, la mediana anual d'ingressos fiscals per persona era de 19.754 €.

### Activitats econòmiques
Dels 6 establiments que hi havia el 2007, 1 era d'una empresa de construcció, 1 d'una empresa de comerç i reparació d'automòbils, 1 d'una empresa d'hostatgeria i restauració, 1 d'una empresa d'informació i comunicació i 2 d'entitats de l'administració pública.
Dels 2 establiments de servei als particulars que hi havia el 2009, 1 era un paleta i 1 empresa de construcció.
L'any 2000 a Fouronnes hi havia 6 explotacions agrícoles que ocupaven un total de 1.242 hectàrees.

## Poblacions més properes
El següent diagrama mostra les poblacions més properes.